# Cathédrale de Salisbury
Pour les articles homonymes, voir Salisbury.
La cathédrale de Salisbury est une cathédrale anglicane située à Salisbury (Angleterre).
La cathédrale de Salisbury possède la flèche d’église la plus haute du Royaume-Uni, le cloître le plus vaste d’Angleterre, et l’une des quatre copies originales restantes de la Grande Charte. Bien que communément appelée cathédrale de Salisbury, son nom officiel est cathédrale de Sainte-Marie.

## Histoire et description
La construction a débuté lorsque l’évêché fut déplacé d'Old Sarum à Salisbury en 1221, sous l’évêque Richard Poore. En raison de la hauteur de la nappe phréatique dans le lieu retenu, la cathédrale n’a été bâtie que sur quatre plots de fondations, et, vers 1258, la nef, les transepts et le chœur étaient achevés.
La façade occidentale fut terminée vers 1265. Les cloîtres et la salle capitulaire furent achevés autour de 1280. Du fait de sa courte durée de construction (seulement 38 ans), la cathédrale de Salisbury bénéficie d’un style architectural cohérent, le style dit gothique primaire.

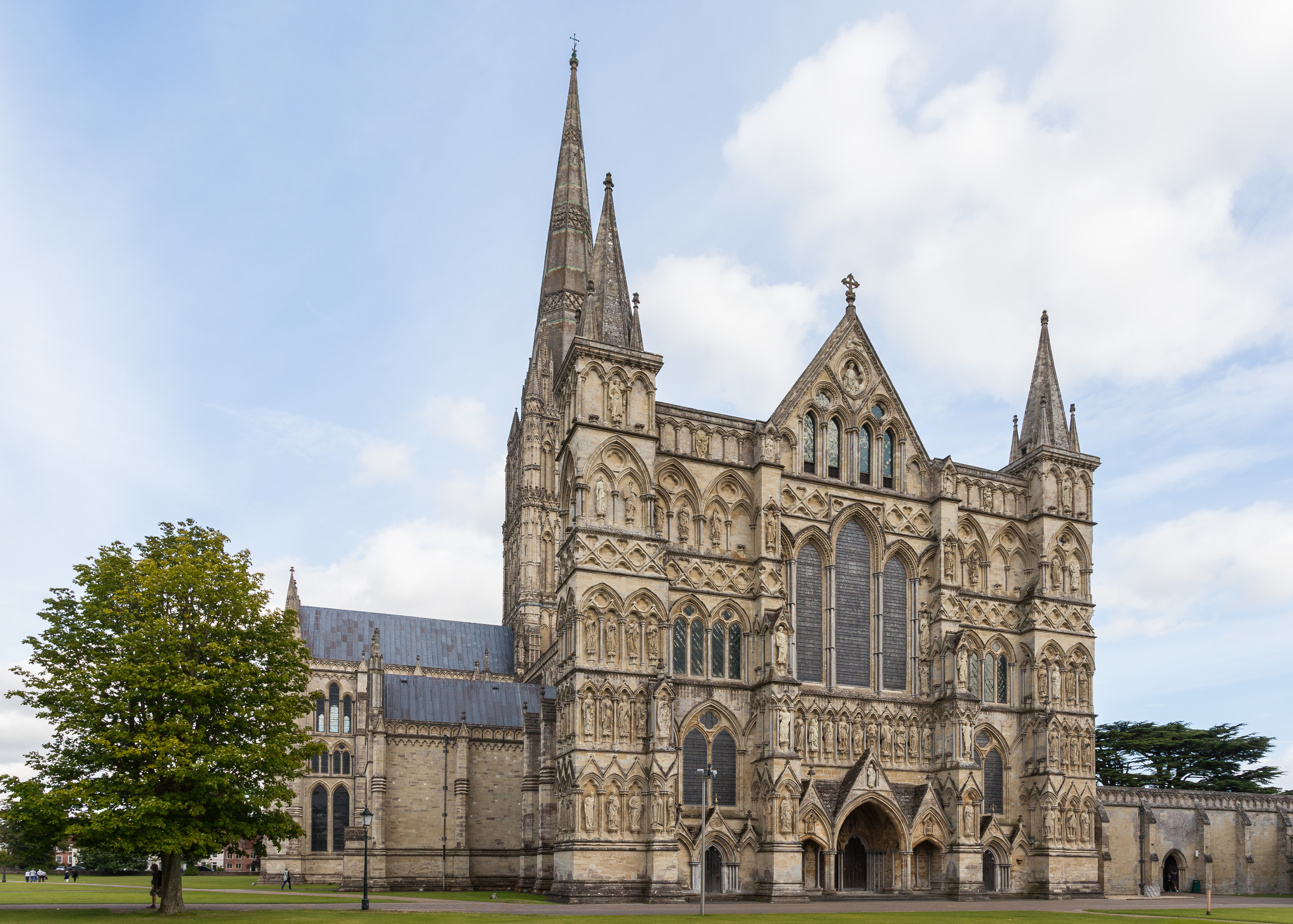
Vue externe
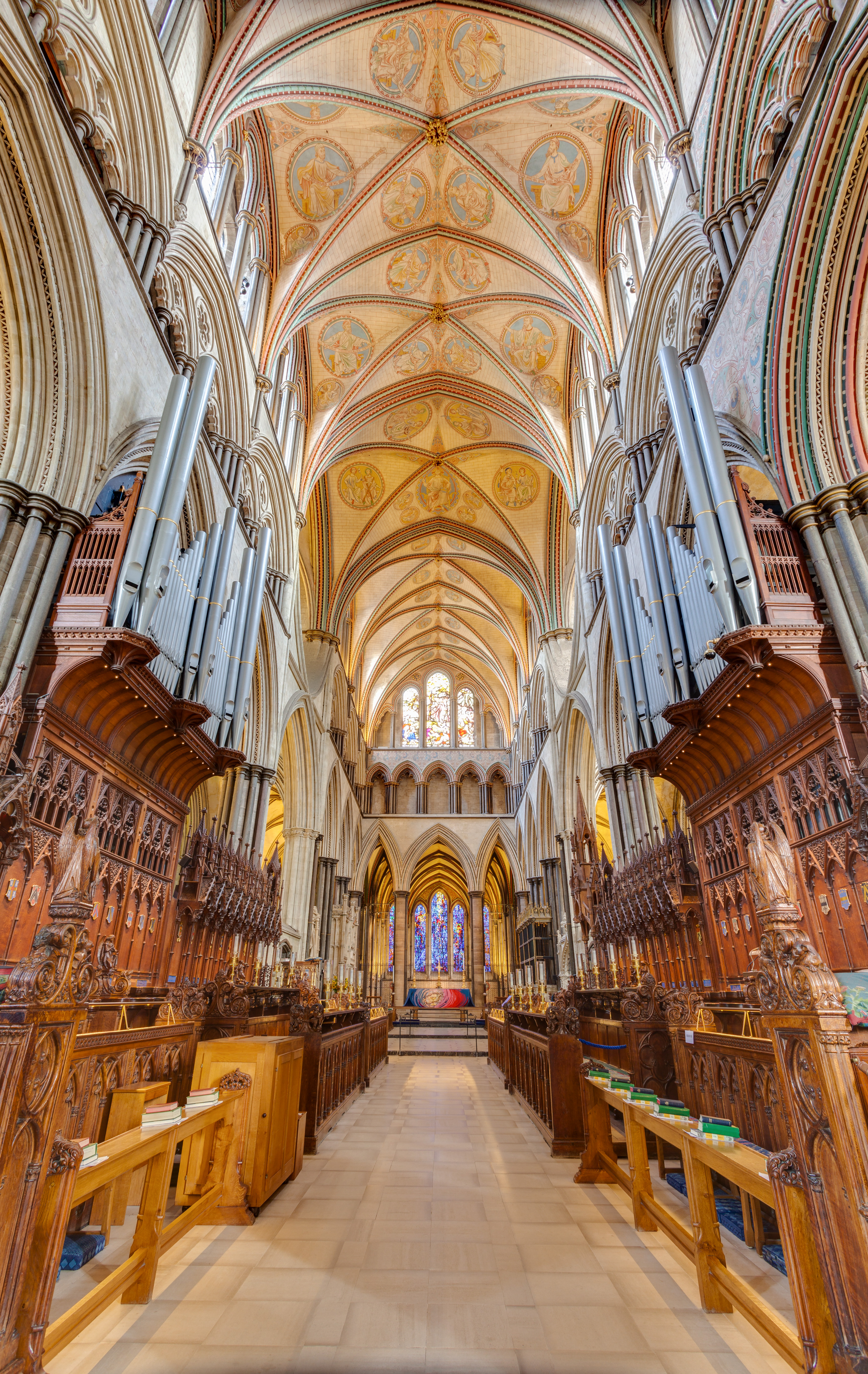
Le chœur
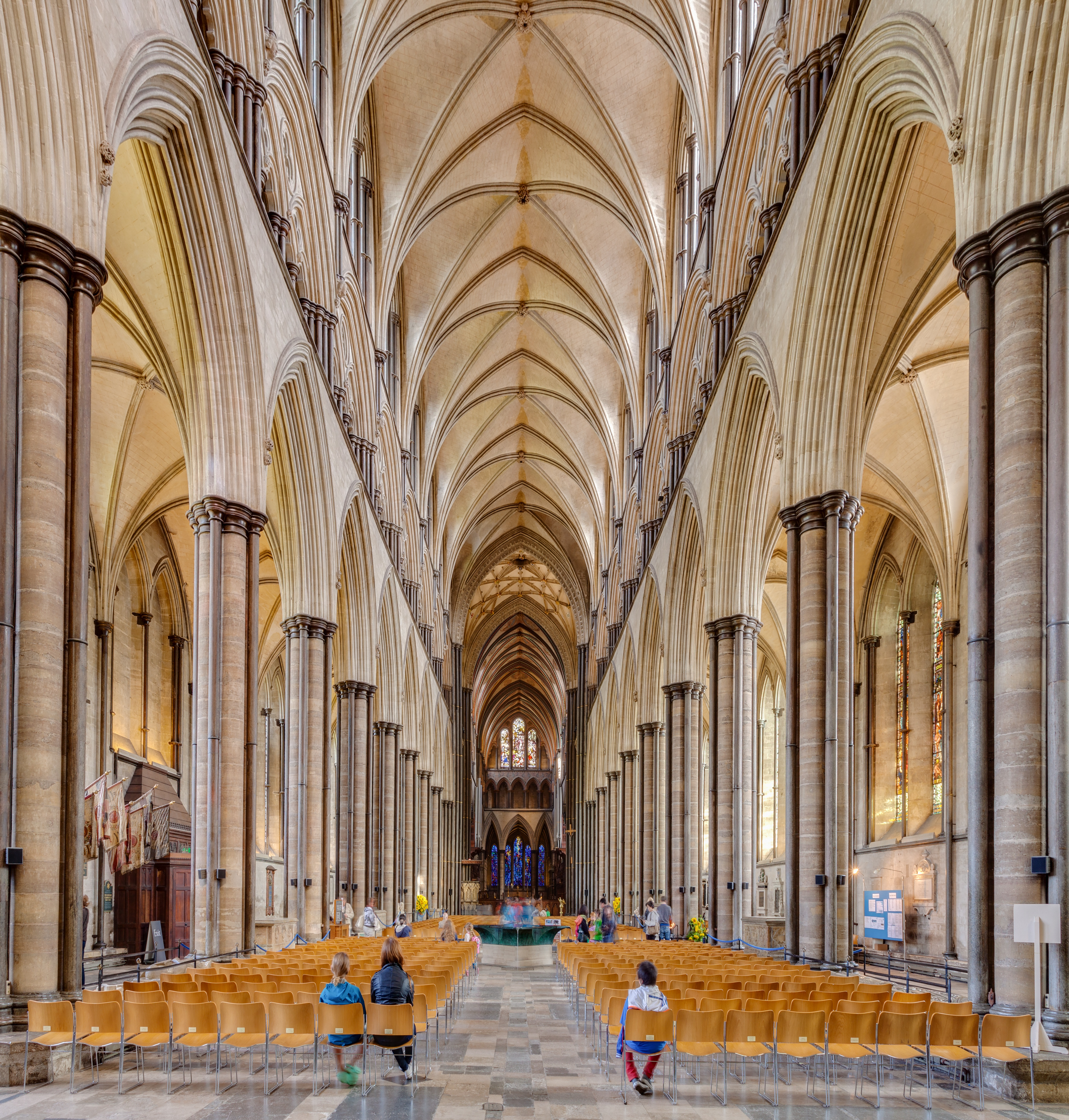
La nef
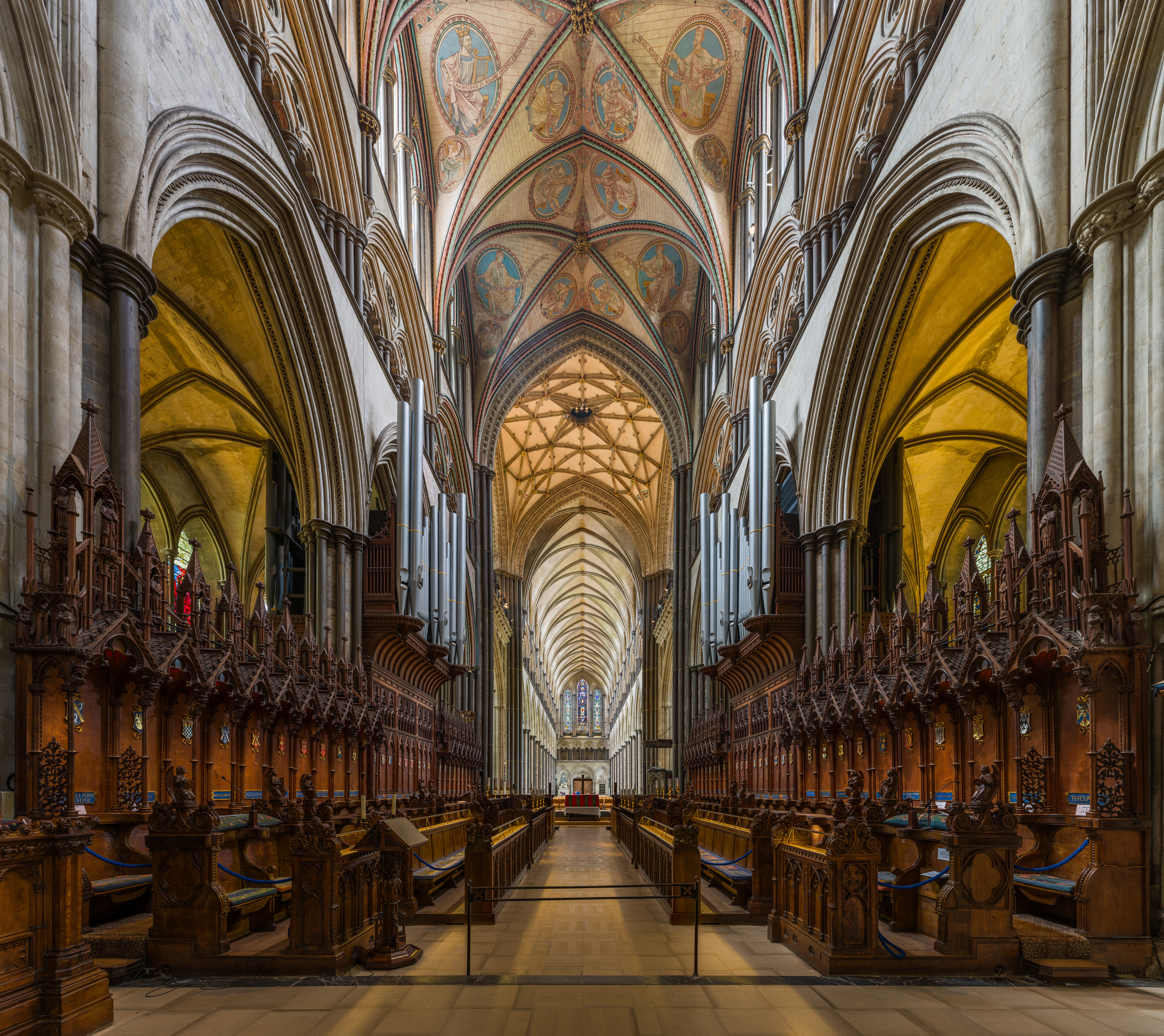
Vue vers la nef, depuis le chœur.

Les deux seules sections majeures de la cathédrale élevées après les cloîtres furent la salle capitulaire et la flèche qui, à une hauteur de 123 mètres, ne domina le paysage qu’à partir de 1320. Bien que cette flèche soit l’élément le plus remarquable de la cathédrale, elle s’est aussi avérée être une source de préoccupations. Conjointement avec la tour qui la supporte, elle ajoute 6 500 tonnes supplémentaires au bâtiment. Sans l’adjonction de contreforts, d’arches de soutènement et de broches en fer au cours de son histoire, elle aurait connu le destin des flèches de bien d’autres édifices ecclésiastiques (tel l’abbaye de Malmesbury) et se serait effondrée ; aujourd’hui, Salisbury possède la plus haute des flèches construites avant 1400 encore debout dans le monde. De nos jours, on peut voir les larges piliers de soutien de la flèche s’infléchir vers l’intérieur sous l’effet de la charge. L’ajout de poutres au-dessus des croisées a amené à l’installation d’un faux plafond sous l’étage de la lanterne de la tour.
Des changements significatifs ont été apportés à la cathédrale par l’architecte James Wyatt en 1790, dont le remplacement du jubé d’origine et la démolition du clocher qui s’élevait à 100 mètres à l’angle nord-ouest de l’édifice principal. Salisbury est l’une des trois seules cathédrales anglaises à  ne pas disposer d’un ensemble de cloches à volée (les deux autres étant la cathédrale de Norwich — dont les cloches, fixes, permettent toutefois de tinter les offices sur le thème du change ringing — et la cathédrale d'Ely) : les cloches sont fixes, sans battant intérieur, et ce sont des marteaux de tintement qui frappent l’extérieur des cloches permettant la sonnerie britannique typique dite change ringing. La cathédrale de Salisbury dispose en revanche de cloches d'horloge, égrenant les heures de la journée en carillonnant à la manière de Big Ben.

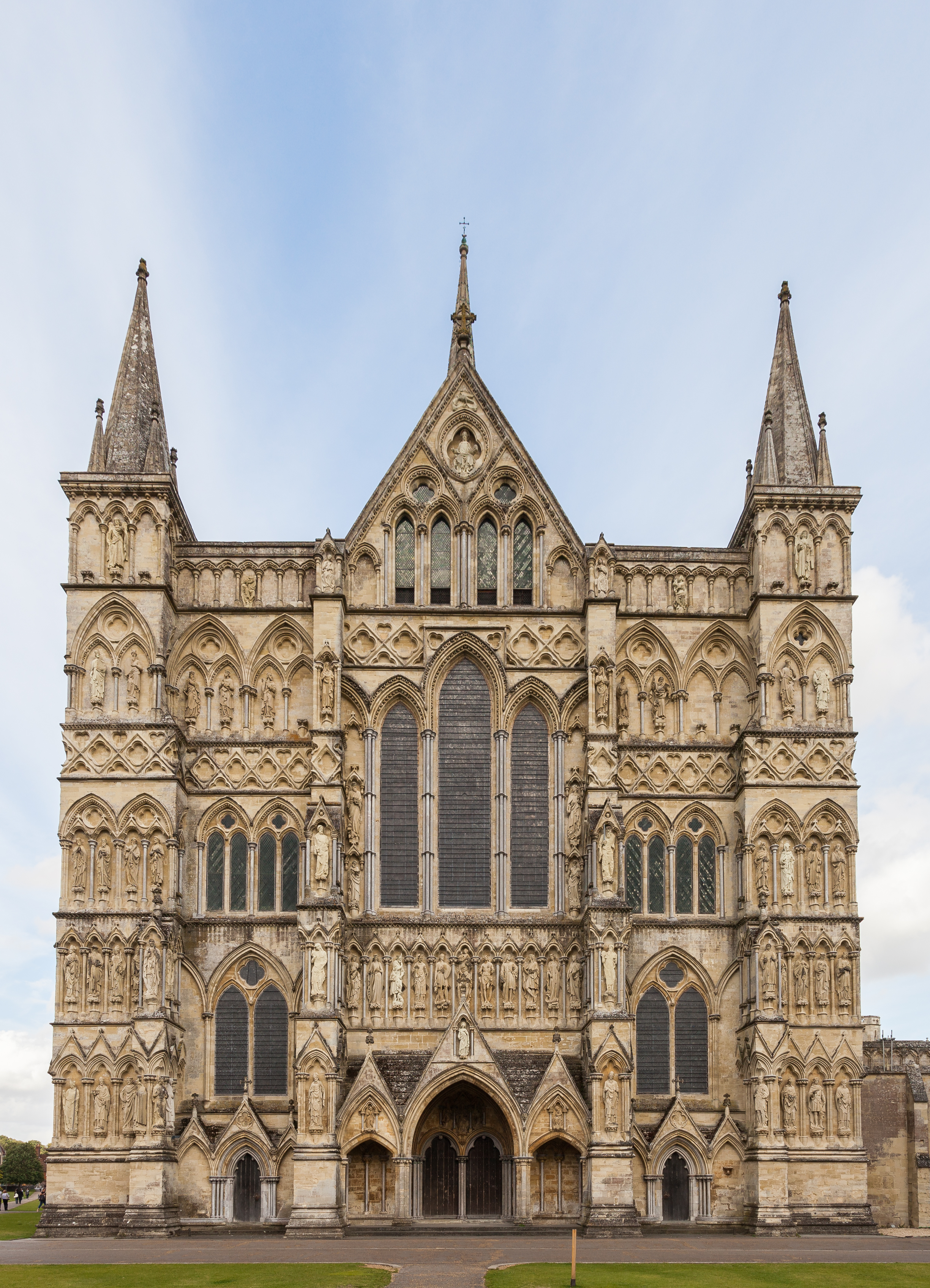
Façade ouest
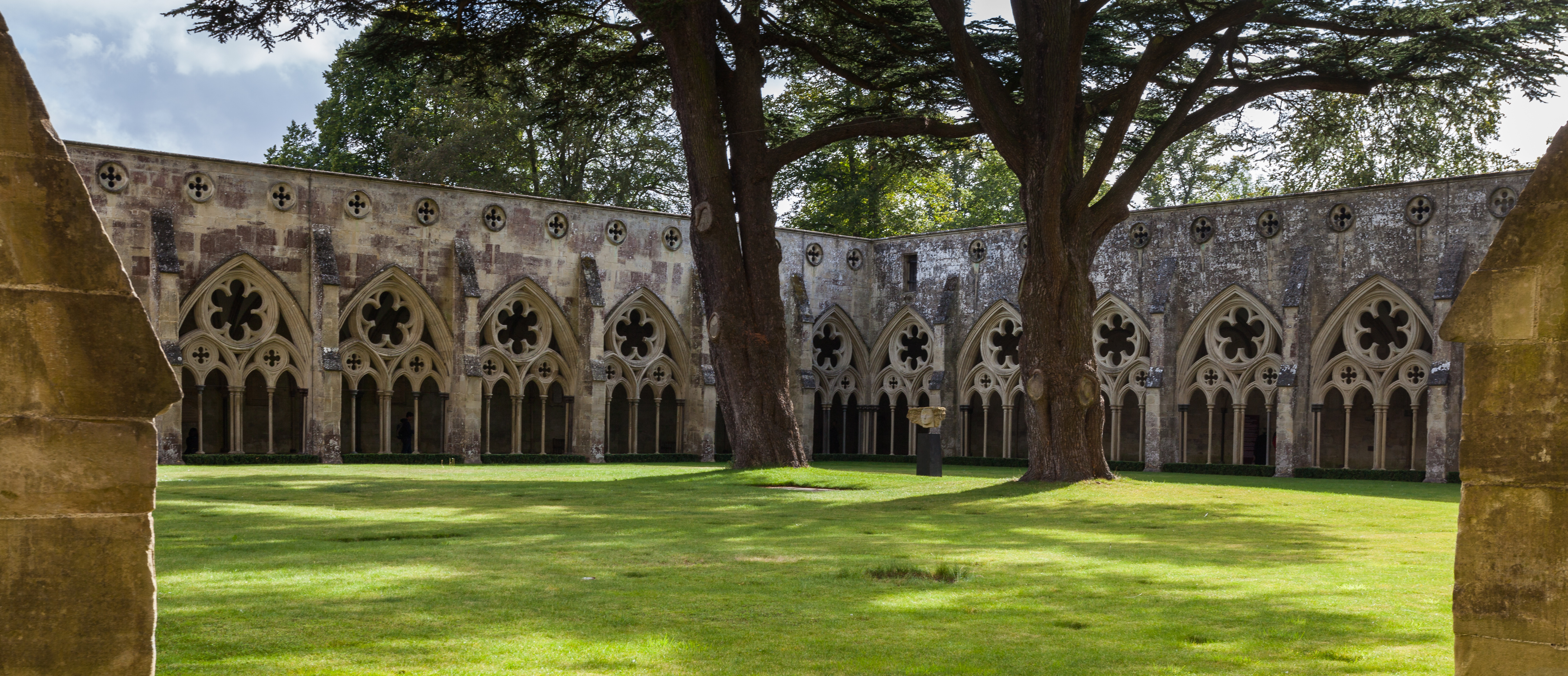
Le cloître
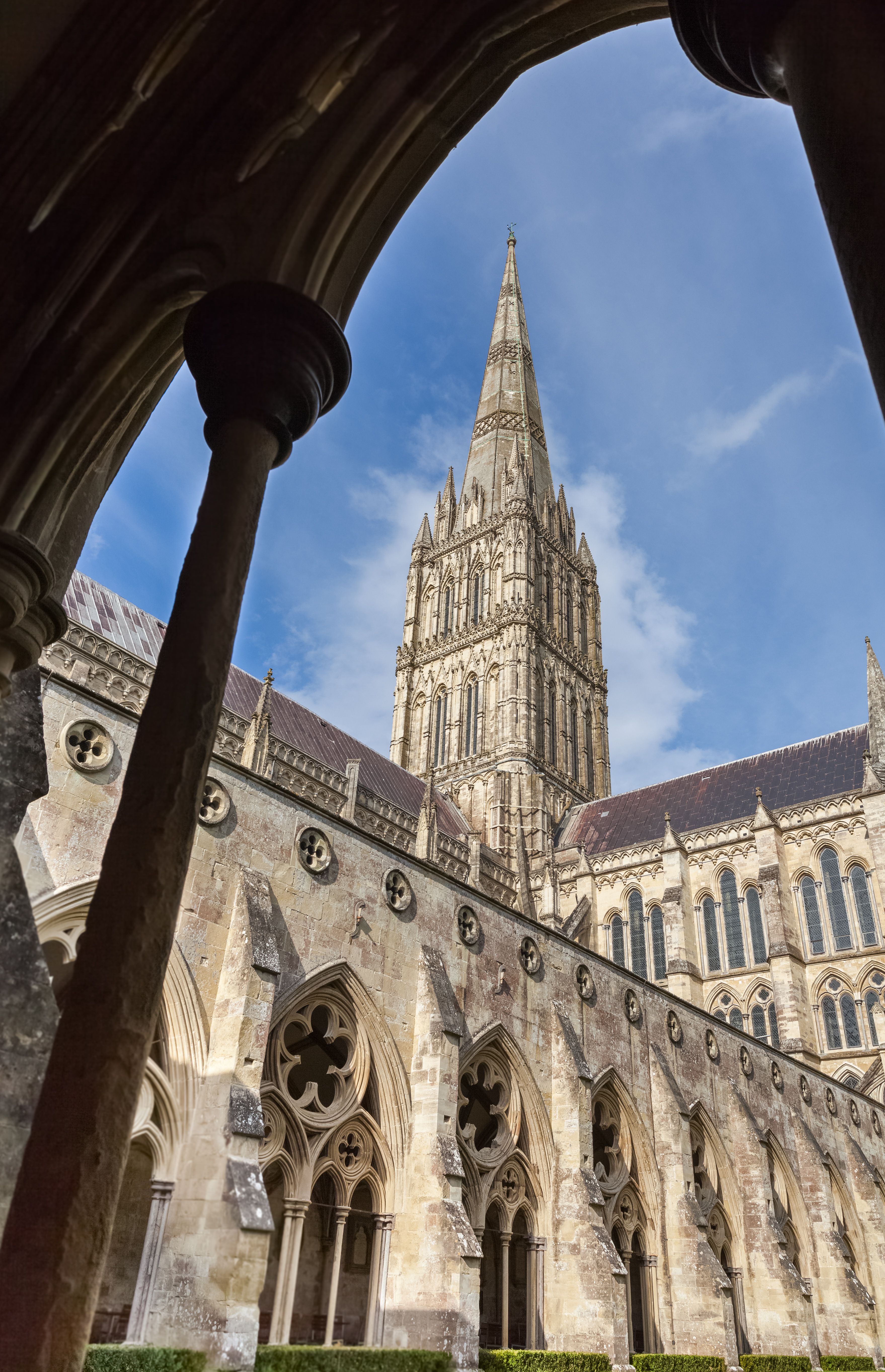
La flèche vue du cloître

### Salle capitulaire et Magna Carta

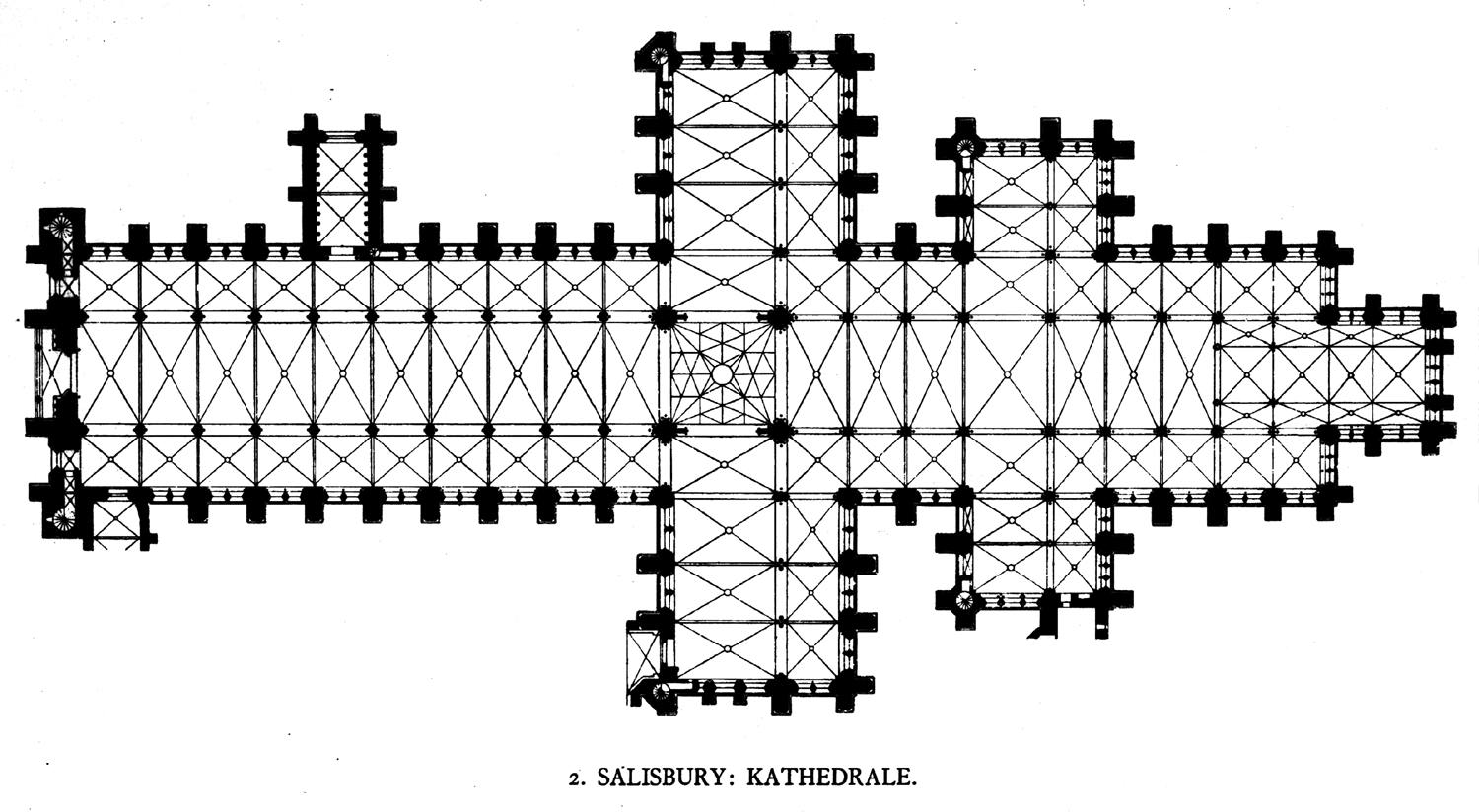
Plan de la cathédrale montrant le double transept avec les bas-côtés, mais pas les cloîtres ni la salle capitulaire.

La salle capitulaire est remarquable par sa forme octogonale, le mince pilier central et la frise décorative médiévale. La frise court sur tout le mur intérieur, surplombant les stalles, et dépeint scènes et histoires issus des livres de la Genèse et de l’Exode, notamment Adam et Ève, Noé, la Tour de Babel, Abraham, Isaac et Jacob. La salle capitulaire recèle aussi la mieux préservée des quatre copies originales restantes de la Grande Charte (en latin Magna Carta). Cette copie est parvenue à Salisbury parce qu’Elias of Dereham (en), qui était présent à Runnymede en 1215, avait été chargé de répartir certaines des copies originales. Par la suite, Elias était devenu chanoine de Salisbury et avait supervisé la construction de la cathédrale de Salisbury.

### L’horloge

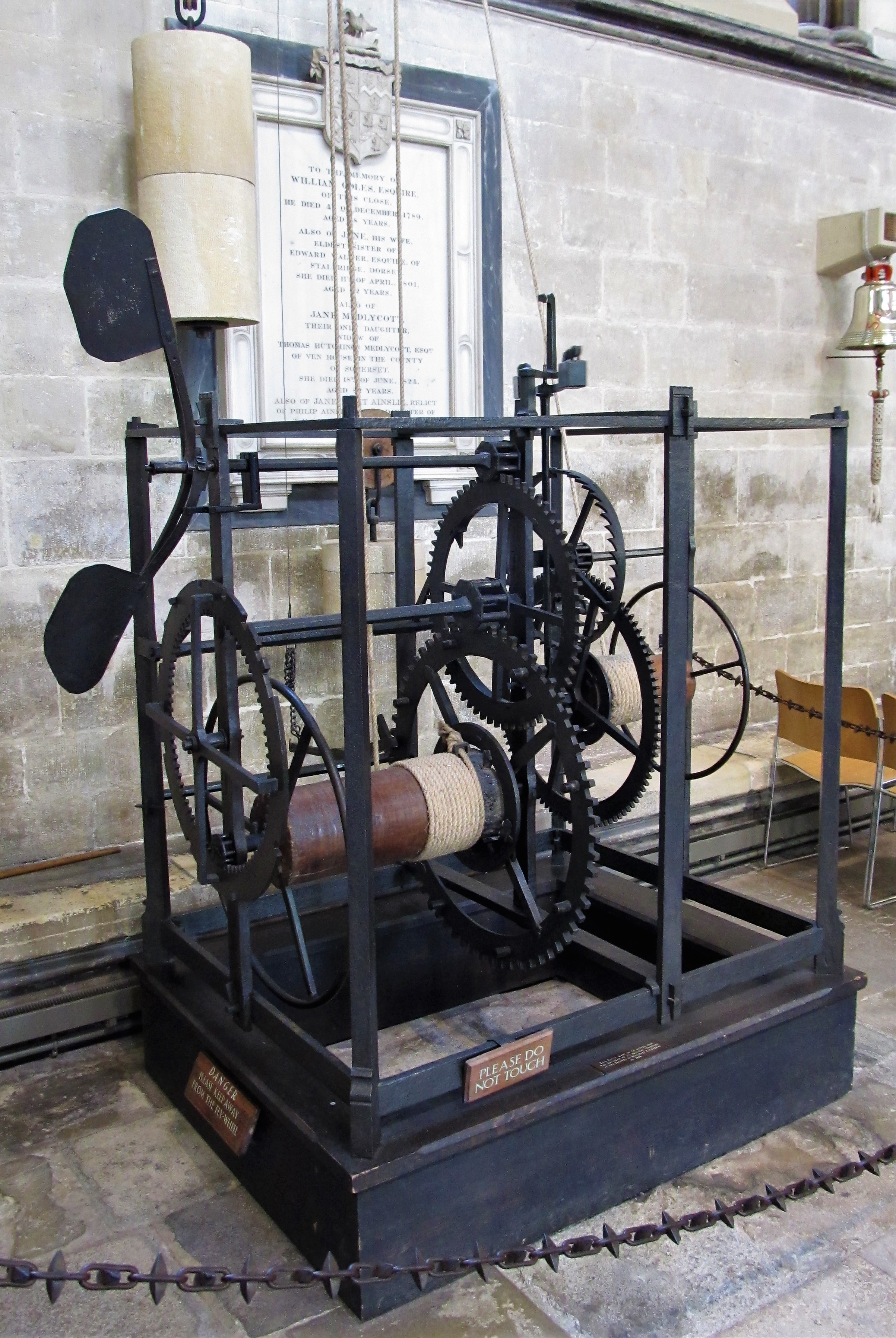
L'horloge médiévale

L’horloge de la cathédrale de Salisbury, qui date au plus tard de 1386, est probablement la plus ancienne horloge existante encore en état de marche. Cette horloge n’affiche l’heure sur aucune de ses faces, les mécanismes d’horloges de cette époque sonnant l’heure sur une cloche. Elle était à l’origine située dans le clocher, démoli en 1792.

### Représentations dans l’art et la littérature

#### Peinture
La cathédrale est le sujet de peintures de John Constable (1776–1837) qui séjournait à Salisbury chez son ami le révérend John Fisher.

Vues de la Cathédrale, par Constable
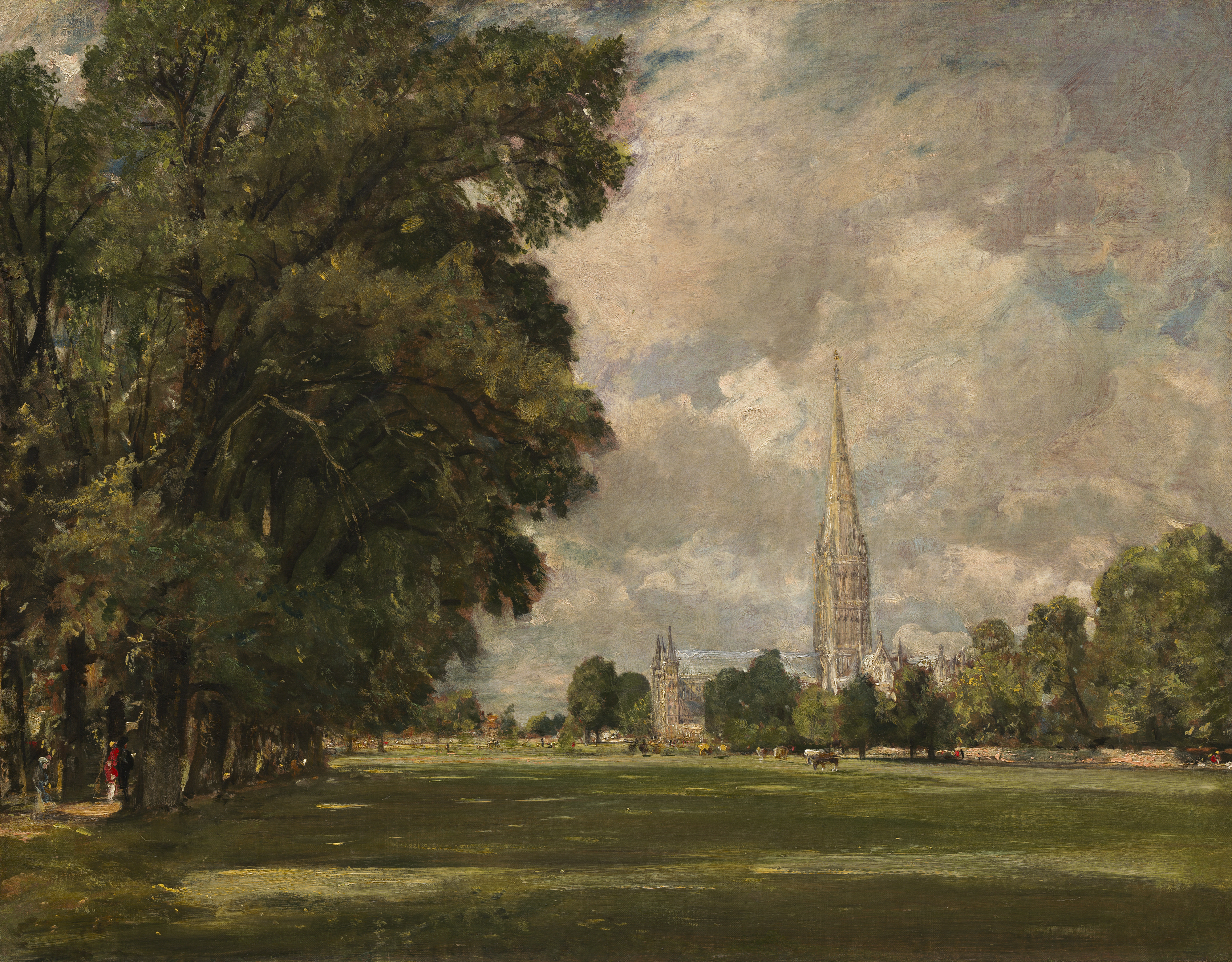
Cathédrale de Salisbury vue du marais bas, vers 1820. National Gallery of Art, Washington[3].
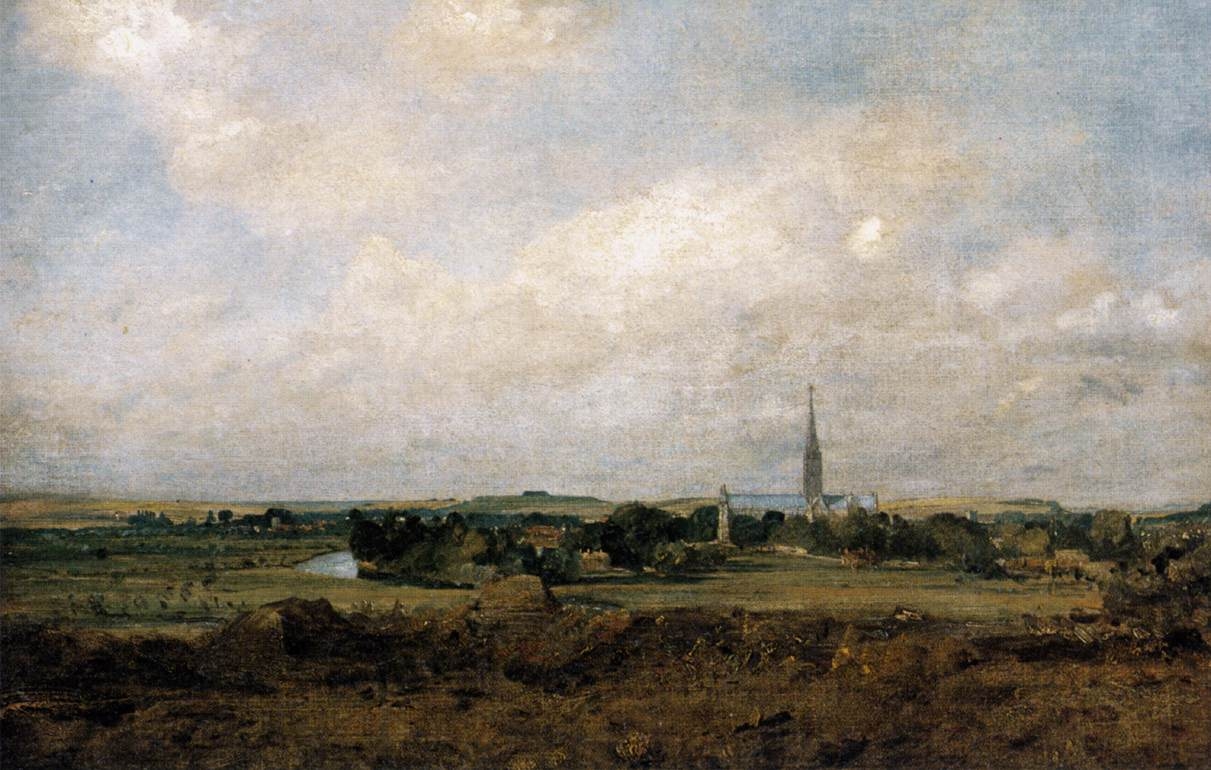
Vue de Salisbury, 1820-1829. Musée du Louvre, Paris[4].
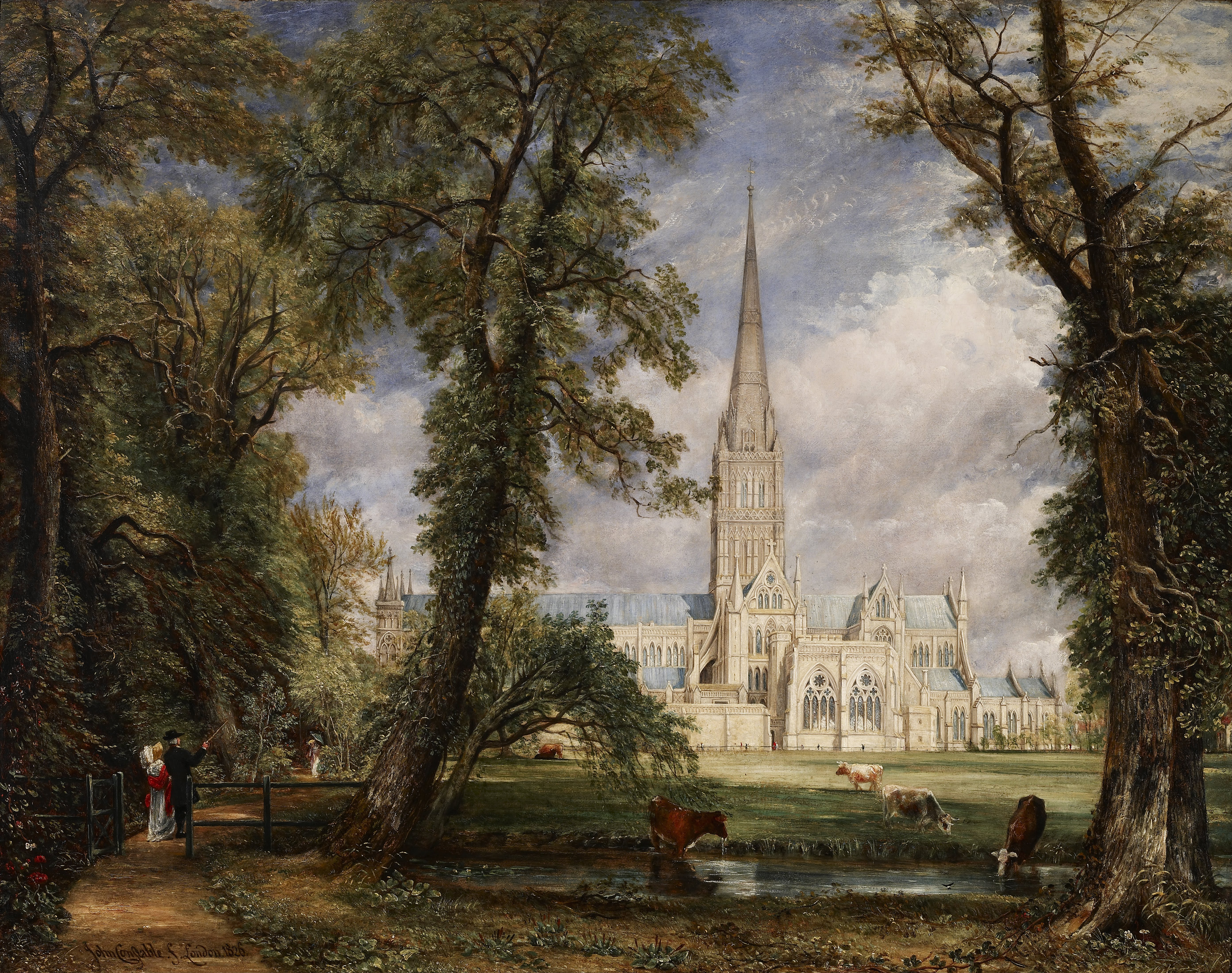
La Cathédrale de Salisbury vue du terrain de l'évêque, 1826. Frick Collection, New York[5].

Joseph Mallord William Turner (1775-1851), a également peint la cathédrale. Sa Vue sur le sud depuis le cloître, Salisbury cathedral est une aquarelle de 1802.

#### Littérature
La cathédrale est aussi le sujet de La Nef de William Golding (1911-1993) qui raconte comment le héros, Dean Jocelin, fait de l’édification de la flèche l’œuvre de sa vie. Les visiteurs peuvent suivre le « Tower Tour » (en français, la visite de la tour) où ils peuvent observer l’intérieur vide de la tour, avec les traces de l’ancien échafaudage de bois.
Dans le roman historique d’Edward Rutherfurd intitulé Sarum (en), le narrateur traite de l’histoire du peuplement de la région de Salisbury, depuis les temps préhistoriques à la fin de la dernière glaciation jusqu’à l’époque contemporaine. La construction de la cathédrale elle-même, de sa fameuse flèche, du clocher et de la salle capitulaire sont autant de points importants de l’intrigue du roman, qui mêle véritables personnages historiques et personnages de fiction.
Dans Un monde sans fin, fresque historique, Ken Follett retrace, au travers d'une épopée romanesque, la construction de la tour et surtout de la flèche de la cathédrale de Kingsbridge.

#### Télévision
La cathédrale de Salisbury a servi de modèle à la cathédrale construite dans Les Piliers de la terre, série adaptée du livre de Ken Follett Les Piliers de la terre.

### Source
- (en) Cet article est partiellement ou en totalité issu de l’article de Wikipédia en anglais intitulé « Salisbury Cathedral » (voir la liste des auteurs).